# Шмель-отшельник
Шмель-отшельник (лат. Bombus anachoreta) — вид насекомых из семейства настоящих пчёл (Apidae).
Занесён в Красную книгу России. Крайний юг Дальнего Востока России (юг Приморья), КНДР, Китай. Численность низкая. Длина тела самца 12—14 мм, самки 15—18 мм. Большая часть тела покрыта тёмно-жёлтыми волосками.